# Comando dos Estados Unidos para a África

Insígnia do U.S. AFRICOM

O Comando dos Estados Unidos para a África (em inglês,  United States Africa Command,  oficialmente abreviado como  U.S. AFRICOM, também referido como  AFRICOM) é um dos nove comandos de combate unificado regionais das Forças Armadas dos Estados Unidos. Criado em 2007, pelo  Departamento da Defesa, e operante a partir de 2008, é baseado em Kelley Barracks, Stuttgart, Alemanha, sendo responsável pelas operações  e  relações militares e de segurança dos EUA  em 53 países africanos. Sua área de atuação cobre toda a África, exceto o Egito, que está incluído no comando central.
O U.S. AFRICOM reporta-se ao  Secretário de Defesa.